# Ariacké moře
Ariacké moře (japonsky Ariake-kai, 有明海) je záliv Východočínského moře na západním pobřeží japonského ostrova Kjúšú. Záliv je kolem dokola obklopen prefekturami Fukuoka, Saga, Nagasaki a Kumamoto. Se svými 1700 km2 je to největší záliv na ostrově Kjúšú. V nejhlubším místě je asi jen 50 m hluboký, má však slapy, jež přesahují 4 m. Rozdíl mezi nejvyšším přílivem a odlivem je zde největší v celém Japonsku. Součástí Ariackého moře je i menší Isahajský záliv.
Do Ariackého moře se vlévá osm velkých řek – Čikugo, Jabe, Kase, Rokkaku, Honmjó, Kikuči, Širakawa a Midorikawa – s povodím 6852 km2 a 104 menších řek s povodím 1304 km2. Jeho celkové povodí tedy činí 8156 km2.
Na pobřeží Ariackého moře se nachází celá řada přístavů. Patří k nim mimo jiné Misumi ve městě Uki v prefektuře Kumamoto, Šimabara v prefektuře Nagasaki, Taira ve městě Unzen ve stejné prefektuře, Nagasu v prefektuře Kumamoto, Miike ve městě Ómuta v prefektuře Fukuoka, Kučinocu ve městě Minamišimabara v prefektuře Nagasaki a Oniike ve městě Amakusa v prefektuře Kumamoto. Přes záliv vede celkem pět pravidelných tras trajektů.
V Ariackém moři žijí různí živočichové, mimo jiné ostnoploutvé ryby z podčeledi lezcovitých, jež „lezou“ po bahně tak, že se vrtí ze strany na stranu a přitom z něj vysávají řasy, jimiž se živí. Dále různí měkkýši, například kyjovky, a rozliční krabi. Na podzim zarůstá pobřežní vody slanomilná solnička japonská (Suaeda japonica). Vody zálivu slouží rovněž k akvakulturnímu pěstování, především pak mořských řas nori.